# خالد سليمان الحبيشي
خالد سليمان الحبيشي هو مواطن سعودي تم احتجازه خارج نطاق القضاء في معتقلات خليج غوانتانامو الأمريكية في كوبا. أمضى الحبيشي، الذي اعترف بنشاط بعض الجهاديين، ثلاث سنوات في غوانتانامو، ثم قضى سنوات أخرى في سجن الحائر في المملكة العربية السعودية قبل خروجه من برنامج إعادة تأهيل الجهاديين السعوديين. التقى بالعديد من الصحفيين الغربيين، وقالوا أنه يبدو أنه يعيش حياة عادية في المجتمع السعودي.

## خلفية
وكان الرقم التسلسلي له في معتقل غوانتانامو 155. ولد عام 1975 في جدة بالمملكة العربية السعودية، وتم إعادته من غوانتانامو في 19 يوليو 2006، حيث أُعيد إلى وطنه مع اثنين سعوديين آخرين. ذكرت هيومن رايتس ووتش أنه احتُجز أولاً بدون تهمة في سجن الحائر بالرياض. وبعد ذلك مر ببرنامج إعادة تأهيل الجهاديين السعوديين، ووفقًا لملف شخصي في صحيفة كريستشن ساينس مونيتور فإن إعادة تأهيله كانت ناجحة. يقول خالد أن أشرطة الفيديو المصورة التي تصور الضحايا المسلمين في البوسنية التي رآها عندما كان طالباً هي التي أثارت في تفسه الحس الجهادي، لذلك سافر إلى الشيشان للقتال، ثم سافر فيما بعد إلى أفغانستان.

## العودة إلى الوطن
أُعيد خالد إلى وطنه في 20 يوليو 2005، مع اثنين من المعتقلين السعوديين الآخرين، والرجلان الآخران هما صالح العوشان ومشعل عواد صياف الحبري. ووفقًا لتقرير هيومن رايتس ووتش في 26 مايو 2006 ظل الثلاثة محتجزين بدون تهمة في سجن الحائر بالرياض؛ حتى خضعوا لبرنامج إعادة التأهيل، حيث قابل الحبيشي وزير الداخلية ثلاث مرات.
كان خالد الحبيشي موضوع مقال في واشنطن بوست في 24 مارس 2008، وصف المقا الحبيشي بأنه تلقي التدريب في أفغانستان، وعاش في مجتمع جهادي واسع داخل أفغانستان، وساعد في تدريب المقاتلين الذين يخططون للسفر إلى الشيشان، ووصف خالد تحفظاته الطويلة على تنظيم القاعدة، وقال إنه بعد هجمات القاعدة على الولايات المتحدة الأمريكية في 11 سبتمبر 2001، والهجوم المضاد الأمريكي اللاحق على أفغانستان بعد ذلك بوقت قصير، ألقى الأفغان باللوم على جميع العرب في الهجمات المضادة، وانتهى به الأمر إلى الفرار من جلال آباد إلى منطقة تورا بورا. ووصف انسحاب أسامة بن لادن المفاجئ من تورا بورا بأنه خيانة، وأكد أن الهجمات التي وقعت في 11 سبتمبر 2001 ، كانت خطأ لأنها استهدفت المدنيين، ووصف الحبيشي نفسه بأنه أسير سابق في غوانتانامو أُعيد دمجه في التيار الرئيسي للمجتمع السعودي.